# قانون بیر-لامبرت

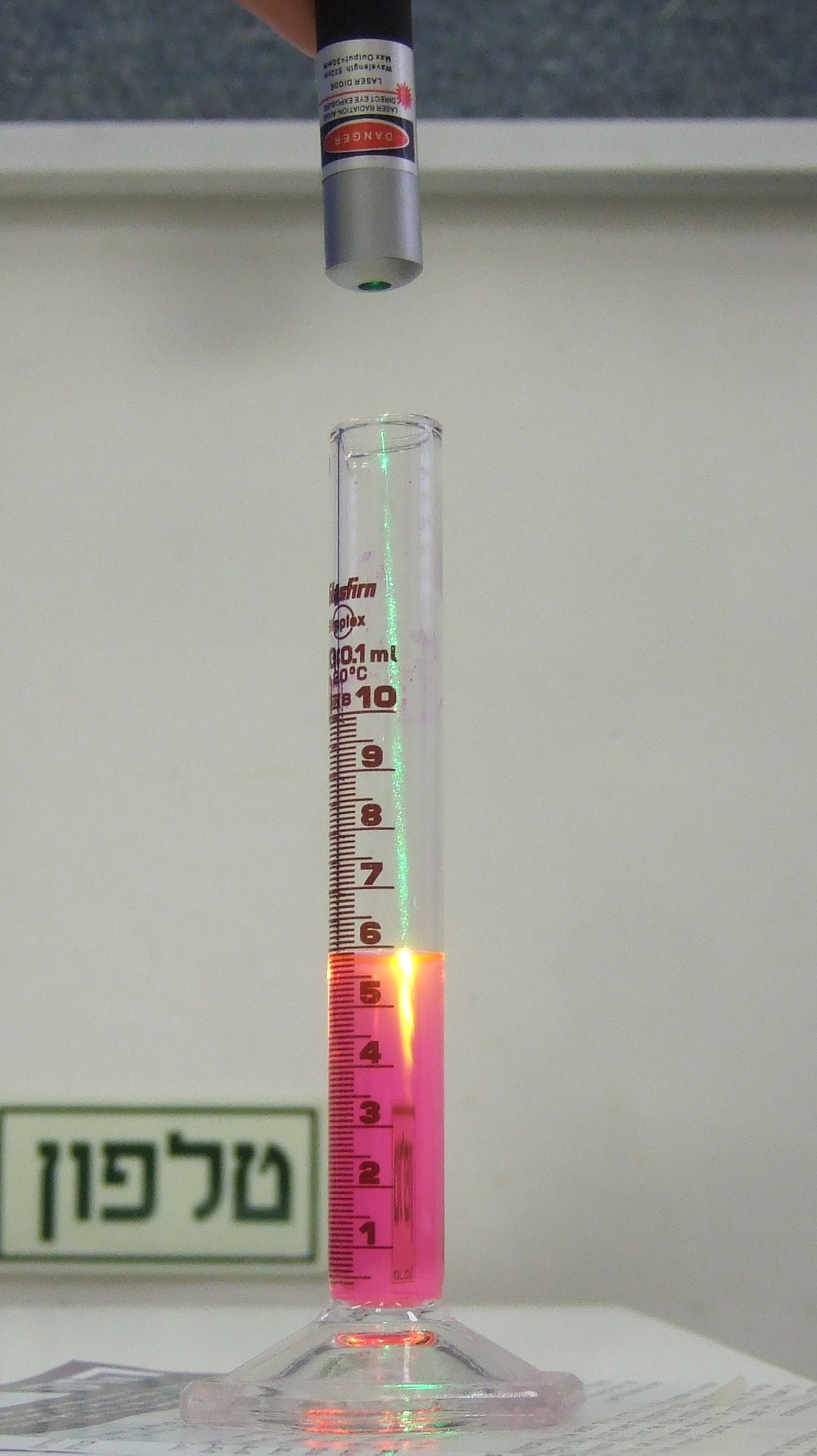
آزمایش قانون بیر-لامبرت

قانون بیر–لامبرت (به انگلیسی: Beer-Lambert law) یا قانون بیر–لامبرت–بوگوه و حتی ترکیب‌های مختلف دیگری از این نام‌ها مشهور است، یکی از قوانین اصلی در طیف بینی فوتومتری و اپتیک است. این قانون دربرگیرنده ارتباط شدت نور جذب شده در اثر عبور از ماده همگن بدون پراکندگی با خصوصیات مواد می‌باشد. این قانون به‌طور کلی به صورت زیر بیان می‌شود:
{\displaystyle Log({\frac {I_{0}}{I}})=A}
که در آن {\displaystyle I_{0}} شدت نور اولیه، I شدت نور عبوری و A مقدار جذب ماده است که به صورت زیر تعریف می‌شود:
{\displaystyle A=abc}
که در آن a ضریب جذب ماده (گاهی نیز با ε نشان داده می‌گردد)، b طول نمونه (ظرف نمونه) و c غلظت آن است.
قانون بیر-لامبرت بیان می‌کند که بخشی از نور پس از برخورد با شیشهٔ محلول رنگی، جذب و بخش دیگرش عبور می‌کند.
این قانون معمولاً در شیمی برای تجزیه و تحلیل و اندازه‌گیری‌های شیمیایی، در فیزیک اپتیک برای درک میرایی و تضعیف فوتونها، نوترونها و گازهای رقیق و در فیزیک ریاضی به عنوان راه حل معادله BGK استفاده می‌شود.
در بیوشیمی این قانون برای تحلیل نوع و ماهیت پروتئین کاربرد دارد.

## تاریخچه
پیر بوگر دانشمند فرانسوی و یوهان هاینریش لمبرت دانشمندی آلمانی است. رابطه بین شدت نور تابش شده و نور خروجی در سال ۱۷۶۰ توسط لامبرت بدست آمد و بیر در سال ۱۷۶۲ درستی آن را دربارهٔ محلول‌ها بررسی نمود و نتیجه گرفت که این رابطه در مورد محلول‌ها نیز صادق است.
مطابق قانون لامبرت جذب یک نمونه به‌طور مستقیم به ضخامت (طول مسیر) متناسب است؛ و مطابق قانون بیر، میزان جذب با غلظت نمونه متناسب است.
از ترکیب این دو، قانون بیر-لامبرت بدست می‌آید که بیانگر ارتباط جذب با ضخامت نمونه و غلظت آن است.
قانون بیر- لامبرت زمانی صادق است که:
1. نور منتشر شده بر روی ماده مورد نظر تک رنگ باشد.
2. غلظت ماده حل شده باید در محدوده خطی باشد.

## کاربرد قانون بیر–لامبرت در شیمی

### اسپکتروفتومتری
در روش‌های اسپکتروفتومتری (طیف‌سنجی)، تأثیر محلول‌ها بر امواج الکترومغناطیسی مورد مطالعه قرار می‌گیرد. محدوده طیف الکترومغناطیس می‌تواند از اشعه ماوراء بنفش uv و مرئی تا امواج رادیویی باشد.
مقدار نور جذب شده توسط محلول، تابع قوانین Beer و Lambert است و از رابطه A=εbc محاسبه می‌شود. طبق قانون بیر، هر گاه یک اشعه نور تک رنگ از درون محلولی با رنگ مکمل عبور کند، مقدار نور جذب شده توسط محلول، با غلظت آن نسبت مستقیم دارد. طبق قانون لامبرت، مقدار نور جذب شده توسط لایه‌های مختلف محلول همواره ثابت بوده و با شدت نور تابیده شده بستگی ندارد. بر اساس قوانین بیر و لامبرت رابطه بین غلظت محلول و نور جذب شده به صورت خطی است و معمولاً در محدوده ای که جذب با غلظت رابطه خطی دارد، تعیین غلظت مواد انجام می‌شود. اگر غلظت نمونه و استاندارد به هم نزدیک باشد و غلظتها هم در محدوده خطی باشند، می‌توان با استفاده از تناسب محاسبات را انجام داد.

### دستگاه اسپکتروفتومتر
دستگاه اسپکتروفتومتر از دو بخش اسپکترومتر و فتومتر تشکیل شده‌است. اسپکترومتر بخشی است که نور منوکروم را ایجاد کرده و دارای منبع نور، عدسی، شکافها، منوکروماتور (صافی یا منشور) می‌باشد. بخش فتومتر دارای اسباب سنجش نور است.
قسمت‌های مختلف یک اسپکتروفتومتر شامل:
- ۱) منبع نور (Light Source)
  - ۲) تک رنگ ساز (Monochromator)
  - ۳) شکاف عبور یا متمرکزکننده پرتو (Focusing Device)
  - ۴) کووت یا محل قرار دادن نمونه (Cuvet)
  - ۵) دتکتور یا آشکارساز (Detector)
  - ۶) صفحه نمایشگر (Display device)
- منبع نور (Light Source):

معمولاً از لامپ‌های تنگستنی که تولید نور، با طول موج ۹۹۰–۳۰۰ نانومتر می‌نمایند، استفاده می‌شود. برای تولید پرتوهای فرابنفش غالباً از از لامپ‌های هیدروژنی یا دوتریومی، با طول موج ۴۵۰–۲۰۰ نانومتر استفاده می‌شود؛ لامپ‌های دوتریومی معمولاً پایدارترند وطول عمر بیشتری دارند.
منو کروماتور یا تک رنگ ساز (Monochromator):
این قسمت دستگاه، نور مخلوط را به پرتوهای تک رنگ تجزیه می‌کند این عمل در اسکپتوفتومتر معمولاً توسط منشور یا سیستم گریتینگ(Grating) انجام می‌گیرد.
شکاف عبور یا متمرکزکننده پرتو (Focusing Device):
ترکیبی از عدسی‌ها و آئینه‌های کوچک می‌باشد، که فقط به طیف رنگی، با طول موج مورد نظر اجازه عبور می‌دهند. هر قدر عرض شکاف نور کمتر باشد، کیفیت پرتوها بهتر خواهد بود. میزان منوکروماتیک بودن نور تابیده شده به کووت بسیار مهم می‌باشد که با (Spectral Band Width (SBW یا پهنای باند طیف، برحسب نانومتر مشخص می‌شود هرچقدر عدد SBW کوچکتر باشد کیفیت دستگاه بهتر خواهد بود که بستگی به نوع گریتینگ و پهنای شکاف عبور نور دارد. بهترین SBW برای اسپکتروفتومترهای آزمایشگاهی ۸ نانومتر و برای دستگاه‌های تحقیقاتی ۴–۸/۱ می‌باشد.
کووت یا محل قرار دادن نمونه (Cuvet):
کووتها محفظه‌های شفافی هستند که محلول موردآزمایش در آن ریخته شده و در جایگاه خاص خود که در مسیر نور تکرنگ تعبیه شده‌است قرار می‌گیرد. کووتها با توجه به نوع مصرف، جنس، شکل و حجم متفاوتی دارند. برای محلول‌های اسیدی و قلیایی از کووتهای مخصوص شیشه ای و برای طول موج‌های زیر ۳۲۰ نانومتر از لوله کوارتز یا پلاستیک استفاده می‌شود.
دتکتور یا آشکارساز (Detector):
دتکتور یا آشکارساز انرژی نورانی (عبور کرده از محلول را) به انرژی الکتریکی تبدیل و آن را تقویت می‌کند.
آشکارسازها معمولاً به سه گروه تقسیم می‌شوند:
۱) فتوالکتریکی ۲) فتوشیمیایی ۳) حرارتی
در اسپکتروفتومتر از آشکارسازهای فتوالکتریکی استفاده می‌شود.
صفحه نمایشگر (Display device):
داده‌های بدست آمده از یک آشکارساز به وسیلهٔ یک دستگاه بازخوانی، مانند یک گالوانومتر یا اسلوسکپ نشان داده می‌شود. انواع مختلف نمایشگر در اشکال عقربه ای، دیجیتالی و کامپیوتری در اسپکتروفتومترها وجود دارد.